# بن فيلافلور
بن فيلافلور مواليد 10 نوفمبر 1952 في الفلبين، هو ملاكم فلبيني يصنف ضمن فئة وزن الريشة. حقق بطولة رابطة الملاكمة العالمية.

## إحصائيات
خاض خلال مسيرته 69 نزالا، فاز في 54 وتعادل في 7 وخسر في 6. فاز بالضربة القاضية في 31 نزالا.

## روابط خارجية
- بن فيلافلور على موقع بوكس ريك (الإنجليزية) (registration required)
- بن فيلافلور على موقع قاعة هاواي للمشاهير الرياضية (مؤرشف) (الإنجليزية)